# Aurel Dermek
Aurel Dermek, född den 25 juli 1925, död den 15 april 1989 i Bratislava, var en slovakisk mykolog som specialiserade sig på soppar (Boletidae).
Auktorsnamnet Dermek kan användas för Aurel Dermek i samband med ett vetenskapligt namn inom botaniken; se Wikipediaartiklar som länkar till auktorsnamnet.

## Verk
- Naše huby',1967
- Hríbovité huby, 1974
- Poznávajme huby, 1974
- Atlas našich húb, 1977
- Malý atlas húb, 1980